# Evanivaldo Castro
Evanivaldo Castro Silva (* 28. April 1948 in Salvador da Bahia) ist ein ehemaliger Fußballspieler aus Brasilien, der seine größten Erfolge in Mexiko feierte, wo er insgesamt achtmal Torschützenkönig der Primera División wurde. Bekannt war er auch unter seinem Spitznamen „Cabinho“ (Unteroffizier), den er wegen seiner Vorliebe für militärische Tarnklamotten erhalten hatte.

## Karriere
Cabinho traf am 19. Juli 1974 im Alter von 26 Jahren in Mexiko ein und brachte es in seiner ersten Saison dort auf insgesamt 16 Treffer. Zwar blieb er 1974/75 noch hinter seinen Möglichkeiten zurück, lieferte aber bereits einen Vorgeschmack auf die kommenden Jahre. Denn in den sieben Spielzeiten von 1975/76 bis 1981/82 wurde er siebenmal in Folge Torschützenkönig der ersten Liga Mexikos: in den ersten vier Spielzeiten im Trikot der UNAM Pumas und danach im Dress des CF Atlante, beides Clubs aus Mexiko-Stadt. In seiner „schlechtesten“ Saison innerhalb dieser sieben Jahre brachte er es „nur“ auf 26 Treffer – und musste sich die Torjägerkrone mit seinem Mannschaftskameraden Hugo Sánchez teilen, der in jener Spielzeit (1978/79) ebenfalls bei den Pumas unter Vertrag stand. In den übrigen sechs Spielzeiten erzielte er nie weniger als 29 Tore und 1976/77 brachte er es sogar auf 34 Treffer. Insgesamt erzielte er allein in diesen sieben Spielzeiten 213 Tore, was einem jährlichen Schnitt von 30,4 Treffern entspricht.
Später spielte er noch für den Club León, in dessen Reihen er 1984/85 mit 23 Treffern noch einmal Torschützenkönig der höchsten mexikanischen Spielklasse wurde, sowie für die UANL Tigres.
Während seiner gesamten aktiven Laufbahn in Mexiko absolvierte Castro 429 Spiele, in denen er 312 Tore erzielte. Dies entspricht einem durchschnittlichen Torerfolg von 0,75 pro Spiel. Der Stürmer wurde so häufig wie kein anderer Toptorjäger in Mexiko und wurde mit seinen 312 Toren Rekordtorschütze der Liga MX.

## Erfolge
- Meister: 1977 (mit UNAM Pumas)
- Torschützenkönig der Primera División von Mexiko: 1976, 1977, 1978, 1979, 1980, 1981, 1982, 1985